# دوجورپایان
دوجورپایان، به اصطلاح عامیانه رُش (به انگلیسی: Amphipoda) راسته‌ای از جانوران و پلانکتون‌ها هستند. تاکنون بیش از ۷ هزار گونهٔ شناسایی شده است.
دوجورپایان سخت‌پوستانی هستند با ظاهری مانند میگو.
طول آن‌ها میان ۱ تا ۱۴۰ میلی‌متر تفاوت دارد.
بیشتر دوجورپایان دریازی هستند ولی گروه کوچکی از آن‌ها در آب‌های شیرین زندگی می‌کنند یا خاک‌زی هستند.
دوجورپایان دریازی در هر دو نوع لُجه‌زی (پلاژیک) و کف‌زی وجود دارند.
دوجورپایانی همچون شپش‌های ماسه اغلب میان ریگ‌ها یا کناره‌های دریا دیده می‌شوند.
دوجورپایان غذای بسیاری از ماهی‌ها بوده و حساسیت بالایی نسبت به آلودگی‌های محیطی دارند. دوجورپایان همچنین قابلیت انتقال رنگ‌دانه‌های ضدسرطانی به ماهی‌ها را دارند و باعث افزایش بازارپسندی ماهی‌های پرورشی می‌شوند.